# Воздушный бой над Нишем
Воздушный бой над Нишем (англ. Air battle over Niš) — боевое столкновение американских и советских войск над Нишем 7 ноября 1944 года, один из нескольких десятков документально подтверждённых эпизодов Второй мировой войны, классифицируемых как огонь по своим. Американские войска по ошибке атаковали советскую транспортную колонну, в результате чего погибли 34 солдата и офицера (согласно докладу заместителя начальника Генерального штаба Красной армии генерала Алексея Антонова). В ходе ответной авиационной атаки советские лётчики во главе с Александром Колдуновым сбили от 2 до 7 самолётов противника. Руководства США и СССР решили не предавать инцидент огласке, а командование армии США извинилось перед советскими войсками за совершённую оплошность.

## Предыстория
Между СССР и США велось активное военное сотрудничество в годы Второй мировой войны. Однако происходили трагические инциденты по причине индивидуальных ошибок пилотов, которые принимали войска своих союзников за немецкие. К числу таких инцидентов относится и авианалёт на советскую колонну войск в Нише, произошедший 7 ноября 1944 года.

## Бой
15-я воздушная армия (США) в ноябре 1944 года оказывала помощь советской группе войск с воздуха. Полковник Кларенс Теодор Эдвинсон во главе 82-й истребительной авиагруппы, базировавшейся в итальянской Фодже, выполнял эту задачу несколько раз и 7 ноября 1944 года вылетел в очередной раз на помощь советским войскам. К несчастью, на аэродроме Фоджи не получили своевременное сообщение, что советские войска продвинулись вперёд на 100 километров, и по этой причине Эдвинсон, завидев советские войска, принял их за немцев и приказал атаковать.

### Атака американцев
В 12:40 по дороге Ниш — Алексинац — Делиград — Роянь шли советские части 6-го гвардейского стрелкового корпуса, когда над ними появились разведывательные самолёты Lockheed P-38 Lightning (по свидетельствам югославских военных, эти самолёты служили прикрытием для бомбардировщиков North American B-25 Mitchell, пролетавших рядом). Советские войска готовились отмечать годовщину Октябрьской революции, по случаю чего, согласно некоторым свидетельствам, их сопровождал оркестр.
Американцы, несмотря на то, что командование средиземноморских ВВС США уже знало, что около Ниша нет немецких войск, по ошибке приняли советских солдат за немецких и открыли шквальный огонь, начав обстрел из пушек, пулемётов, атакуя ракетами и бомбами. В результате авианалёта погибли 34 человека, включая командира 6-го гвардейского стрелкового корпуса гвардии генерал-лейтенанта Котова. 39 человек были ранены, а 20 автомашин с грузами оказались сожжены.
Советские войска изначально решили, что их атакуют немецкие «рамы» — самолёты-разведчики Fw-189, похожие по форме на американские P-38 Lightning, однако затем разглядели белые звёзды на самолётах, а вовсе не немецкие кресты. Размахивая знамёнами, советские солдаты пытались убедить американцев, что те по ошибке их обстреливают, но лётчики не замечали или не хотели замечать знаков с земли. В воздух по тревоге была поднята советская авиация.

### Ответный вылет
Советские войска оказались в замешательстве, поскольку не ожидали появления немцев около Ниша, к тому же массовое появление Fw-189 было неожиданным, поскольку немцы физически не могли отправить столько машин в бой. Не сразу советские войска поняли, что по ним ошибочно ведут огонь американцы.
Первыми тревожные звуки услышали солдаты 707-го штурмового авиационного полка (свидетелем также был и будущий Герой Советского Союза Николай Шмелёв), которые слушали речь заместителя командира по политподготовке подполковника Сивуда. По тревоге в бой был поднят 866-й иап, также обстрел начали силы ПВО с аэродрома Ниша. Зенитчикам удалось сбить один американский самолёт, который упал в километре к северу от аэродрома.
В 13:00 самолёты Як-9 и Як-3 из 866-го иап взлетели в воздух и направились в сторону американцев. Заместитель командира полка Дмитрий Сырцов отдавал приказы не атаковать американцев, а убедить их покинуть позиции, но после того, как был сбит один из «Яков», советские самолёты вступили в бой с американцами. Убрав шасси, истребители набрали у земли максимальную скорость и свечой полезли вверх. Первой же атакой были сбиты два американских самолёта, а вскоре на помощь звену подоспел и самолёт аса Александра Колдунова. Американцы, сбросив бомбы, пытались защищаться, однако после усиленных атак направились в сторону Ниша. По пути один из советских самолётов огнём из 37-мм пушки сбил третий «Лайтнинг», однако был подбит из пулемёта другого самолёта.
Только когда старший лейтенант Сурнев Н.Г. подлетел к ведущему «Лайтнингу» и жестами объяснил пилоту того самолёта, что это были советские солдаты, а не немецкие, американцы приняли решение уходить на юг. Проводив их до вершины горы, советские самолёты повернули назад. Одного из американцев, чей самолёт был сбит, подобрали советские солдаты и доставили на аэродром, где вскоре приняли решение отправить его в штаб 17-й воздушной армии.
Повторная атака произошла довольно быстро: порядка 40 «Лайтнингов» перелетели через горный хребет и снова атаковали советских солдат. Однако лётчики быстро пролетели в сторону американцев и показали им свои опознавательные знаки, после чего американцы быстро покинули место боя. В сторону некоторых пилотов советские лётчики вынуждены были сделать несколько предупредительных выстрелов из пушек и очередей из пулемётов.

## Итоги боя
Югославия, СССР и США приводят разные данные по поводу произошедшего боя: точные причины нападения до сих пор являются объектом споров, равно как и результаты и потери в ходе столкновения. Документы о бое до сих пор находятся под грифом «Совершенно секретно».
- Американцы сообщают о четырёх сбитых советских самолётах и двух сбитых американских «Лайтнингах» (№ 44-24035 лейтенанта Брюэра и № 43-28662 лейтенанта Коулсона сбиты в воздушном бою, оба пилота погибли, № 44-24392 капитана Кинга совершил вынужденную посадку после поражения зенитным огнём). По отчёту участника того боя, американского лётчика Кара, были сбиты от четырёх до пяти советских самолётов. Жертвами авианалёта указываются от 31 до 37 человек. Согласно некоторым данным, Кларенс Эдвинсон за этот инцидент отстранён от полётов на Европейском театре военных действий.
- Согласно отчёту заместителя начальника Генерального штаба Красной Армии Алексея Антонова, советские войска потеряли два самолёта: в бою погибли младший лейтенант Шипуля, сбитый американцами, и лейтенант Кривоногих, сбитый по ошибке советской авиацией. Согласно донесению штаба 866 иап, было потеряно три самолёта и два лётчика (лейтенант Шипуля погиб, лейтенант Кривоногих сбит своей зенитной артиллерией и погиб, лейтенант Жестовский сбит «Лайтнингом» и выжил), при этом сбито пять «Лайтнингов» (три упали и два «задымились и ушли со снижением»). В результате авианалёта в первом случае погибли 12 человек, в том числе командир 6-го гвардейского стрелкового корпуса Григорий Котов. В итоге всего жертвами значатся 34 человека, в том числе генерал Степанов, отец лётчика Виктора Степанова, ведомого при Александре Колдунове.
- Свидетелем боя был инженер аэродрома Драгослав Димич, который после войны утверждал, что рядом с Нишем пролетели около 30 самолётов, среди которых были бомбардировщики B-25 Mitchell. Американцы очень точно произвели бомбардировку по голове колонны, в ответ на что с аэродрома взлетели 9 самолётов Як-3, один из которых был тут же сбит. Ещё одним свидетелем боя был политрук югославских партизан Йоко Дрецун, который насчитал семь сбитых американских самолётов: пять истребителей P-38 Lightning и два бомбардировщика B-25 Mitchell. По его словам, погибли 14 американских лётчиков. Среди погибших с советской стороны была молодая лётчица из Москвы, которая жила в доме Димича. В тот же день и американских, и советских лётчиков похоронили около аэродрома.

## Причины ошибки
Командование ВВС США вынуждено было приносить извинения перед советским командованием за случившееся. Представители ВВС США назвали это «досадным инцидентом» и сказали, что американские лётчики допустили грубую ошибку: они якобы собирались атаковать немцев, которые шли из Греции в Триест. Однако греческая территория начиналась примерно в 400 км к югу от Ниша, что вынудило советские войска задуматься о правдивости такого заявления. Вторая группа должна была, по крайней мере, не повторить ошибку первой, поскольку между ними поддерживалась радиосвязь, и по этой причине советские войска продолжили расследование.
Комиссия 17-й воздушной армии по итогам расследования обнаружила следующее: пилотам самолётов выдали задание обстрелять немцев на дороге Скопье-Приштина, однако схема дорог района города Ниш якобы оказалась похожей на схему дорог около Скопье, чем и была обусловлена ошибка. Расстояние между Нишем и Скопье было гораздо меньше, чем до границы с Грецией (150 км), но было довольно крупным, что всё равно делало объяснение неправдоподобным. Тем не менее, руководству армии было дано указание наградить советских лётчиков и не афишировать факт, чтобы не допускать раскола в антигитлеровской коалиции.
14 декабря 1944 года посол США в СССР Аверелл Гарриман принёс извинения «по поводу несчастного случая, происшедшего на Балканах» от имени президента США Франклина Рузвельта и генерала армии США Джорджа Маршалла, а также предложил направить в штаб 3-го Украинского фронта, воевавшего в Югославии, группу офицеров связи для координирования действий советских войск и союзных военно-воздушных сил. Но Сталин отклонил это предложение, заявив, что была уже установлена линия разграничения действий авиации союзников.

## Память
9 мая 2015 года в Нише был открыт памятник советским воинам, погибшим во время атаки американской авиации. Монумент представляет собой арочную конструкцию из красного гранита весом 38 тонн с двумя колоннами, барельефом и колоколом.